# Радентайн
Радентхайн (на немски: Radenthein) е град в Южна Австрия. Разположен е в окръг Шпитал ан дер Драу на провинция Каринтия. Надморска височина 746 m. Отстои на около 60 km северозападно от провинциалния център град Клагенфурт и на 20 km на източно от окръжния център Шпитал. Население 6441 жители към 1 април 2009 г.